# 안토닌 피베브르
안토닌 피베브르(체코어: Antonín Fivébr; 1888년 11월 22일, 프라하 ~ 1973년 2월 26일, 프라하)는 체코의 전 축구 선수이자 감독으로, 발렌시아, 스파르타크 모스크바, 브레시아 등을 지휘했다.

## 경력
1908년, 피베브르는 스파르타 프라하에 입단하여 미드필더로 활약했다. 그로부터 12년 뒤인 1920년에 피베브르는 스파르타를 떠나 이탈리아의 브레시아로 이적했다. 그는 브레시아에서 선수 겸 감독을 맡기도 했다.
피베브르는 1923년에 스페인으로 건너가 발렌시아의 감독이 되었다. 그는 발렌시아 감독으로 임기를 세 번 맡아 총 7년을 지휘했다. 발렌시아에서, 그는 3번의 지역 리그를 우승하고 1931년에 라 리가 승격을 이룩했다. 피베브르는 발렌시아 외에도 엘체, 오비에도, 레반테, 그리고 무르시아까지 4개 구단을 더 지휘했다.
피베브르는 1935년에 소련으로 이주했다. 얼마 지나지 않아 1936년에 피베브르는 신생 스파르타크 모스크바의 감독이 되었다. 그러나, 그는 2달 만에 구직을 위해 물색했다. 이후, 피베브르는 디나모 레닌그라드, 스탈리네츠 모스크바, 그리고 드니프로페트로우스크와 자포리자의 구단들을 지휘했다.
1938년, 피베브르는 모국 체코슬로바키아로 복귀해 빅토리아 지즈코프, 예드노타 코시체, 그리고 스파르타크 트르나바를 지휘했다.

## 최후
피베브르는 1973년 2월 26일에 고향 프라하에서 영면에 들었다.